# Joseph Crockett
Pour les articles homonymes, voir Crockett.
Joseph William Crockett, né le 16 février 1905 à Washington DC et mort le 11 juillet 2001 à Englewood (Colorado), est un tireur sportif américain.

## Palmarès
- Jeux olympiques de 1924 à Paris (France) :
  -  Médaille d'or en carabine par équipes.